# Эберто, Жак
Жак Эберто (фр. Jacques Hébertot, 28 января 1886, Руан — 19 июня 1970, Париж) — французский драматург, режиссёр, поэт, журналист, издатель, театральный деятель. Настоящее имя — Андре Давиель (André Daviel).

## Биография

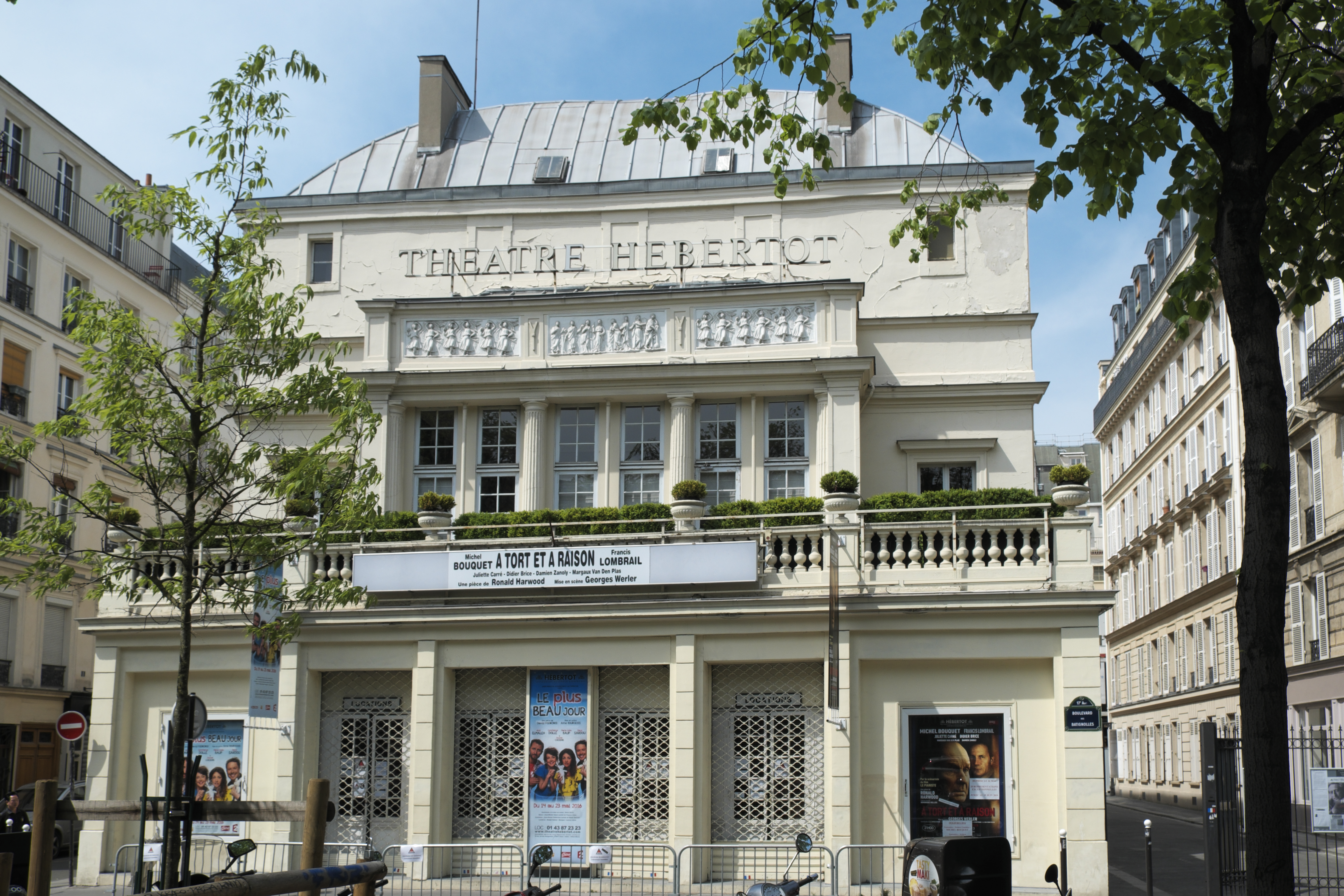
Театр Эберто

Считается, что в числе его предков был Жак Давиель. Образование получил в католическом колледже Join-Lambert в родном городе, затем в различных колледжах Парижа.
Во французской столице вёл богемный образ жизни, часто посещал парижские театры, подружился с молодыми людьми из художественных кругов и поэтами того времени. Его художественные и литературные амбиции беспокоили отца, который боялся за доброе имя семьи. Поэтому в 1903 году, в возрасте 17 лет, Андре Давиель сменил своё имя на Жак Эберто.
Занялся литературной и журналистской деятельностью. Написал несколько пьес, был главным редактором «La Revue Mauve» , основал журнал «L'Âme Normande», опубликовал «Poèmes de mon pays» и основал «Théâtre d’Art Régional Normand». Вскоре достиг успеха, напечатав балладу Ballade for the purchase of the house of Pierre Corneille отмеченную премией журнала «Revue Picarde et Normande».
В 1909 году был принят в члены писательской ассоциации (Société des Auteurs). С 1911 года работал литературным критиком журнала «Gil Blas».
Был связан с авангардистским движением, познакомился и подружился с Г. Аполлинером, М. Жакобом, О. Милошем, Э. Сати, И. Стравинским, Ф. Леже и дугими деятелями искусства.
Участник Первой мировой войны. Артиллеристом сражался на Сомме, в Шампани и под Верденом.
В 1919 году посетил Швецию, в рамках литературно-театрального тура в Скандинавию, организованного Министерством иностранных дел. Имел непосредственное отношение и к созданию Шведского балета. В 1920 года Жак Эберто подписал договор аренды на весь сезон Театра Елисейских Полей. Театр должен был стать парижской базой шведского балета. В 1922 году на его сцене выступал МХАТ.
Тогда же Эберто создал журналы «Théâtre et Comœdia illustré», «Paris-Journal», «La Danse», «Monsieur» (совместно с Арагоном, Р. Клером и Ж. Шаренсолем). Весной 1957 года Эберто основал национальный еженедельный журнал «Artaban» («Потому что мы гордимся!»), посвящённый вопросам искусства.
В 1925 году из-за финансовых проблем Жак Эберто оставил Театр Елисейских полей.
В 1940 году приобрёл здание «Театра дез Ар» («Театра искусств»), которое тех пор стало называться по его имени театр Эберто и существует поныне.
На сцене театра в разное время ставились пьесы Ж. Ануя, Ж. Бернаноса, Л. Делиба, Ж. Жироду, П. Клоделя, Ф. Кроммелинка, Ж. Кокто, А. Камю, Г. Пинтера, Ж. Ромена, О. Уайльда и других.
В этом театре выступали актёры С. Гитри, А. Дюко, Э. Фёйер, Ж. Маре, Ш. Дюллен, Ж. Питоев, Л. Питоева, Ж. Филип, Ж. Марша, М. Казарес, М. Жамуа.
Спектакли ставили режиссёры Марсель Тассенкур, М. Витольд, Р. Руло, Ж. Питоев, А. Барсак и другие.
Кроме театральной деятельности, был владельцем курорта Форж-лез-О.